# The Penthouse
The Penthouse es una película protagonizada por Rider Strong, Corey Large, April Scott, James DeBello, Kaley Cuoco, Jimmy Jean-Louis, Jon Abrahams, y Mýa. La película estuvo dirigida y escrita por Chris Levitus y lanzada a DVD el 2 de marzo de 2010.

## Elenco
- Rider Strong como Kieran.
- Corey Large como Tyler.
- April Scott como Trista.
- James DeBello como Heath.
- Kaley Cuoco como Erica Roc.
- Mýa como Mitra.
- Nikki Griffin como Lexi.
- Lochlyn Munro como Barry.
- Jimmy Jean-Louis como Buzz McManus.
- Jon Abrahams como Agente de Tyler.
- Joe De La Rosa
- Brett Novek como Joey.
- Kurupt
- Ed Begley Jr. como Nicholas.
- Lin Shaye como Frances Roc.
- Patrick Durham como Agente X.